# On the Road Again (Canned Heat-låt)
On the Road Again är en sång inspelad av Canned Heat, släppt på singel i april 1968, samt på albumet Boogie With Canned Heat från 1968 samt samlingsalbumet The Canned Heat Cookbook från 1969. Det nådde åttondeplatsen på den brittiska singellistan och sextondeplatsen på den amerikanska singellistan och blev en hit i flera andra europeiska länder.
Bob Hite var sångare på majoriteten av gruppens låtar, men på denna låt sjunger Alan Wilson med sin karaktäristiska falsettröst.
Låten bygger på Floyd Jones inspelning av "On the Road Again" från 1953, vilken i sin tur bygger på Tommy Johnsons låt "Big Road Blues" från 1928. Alan Wilson bidrog med flera egna textrader.

## Listplaceringar
| Lista (1968)   | Position          |
| -------------- | ----------------- |
| Australien     | 9 (Go Set)        |
| Danmark        | 8 DR ("Top 20")   |
| Flandern       | 5                 |
| Frankrike      | 7 (Go Set)        |
| Irland         | 14                |
| Kanada         | 8                 |
| Nederländerna  | 3 (Go Set)        |
| Nya Zeeland    | 5                 |
| Schweiz        | 3 (Go Set)        |
| Storbritannien | 8                 |
| Sverige        | 10 (Kvällstoppen) |
| USA            | 16                |
| Vallonien      | 3                 |
| Västtyskland   | 13                |

### Fotnoter
1. ↑  
”On the Road Again”. Chart Stats. Arkiverad från originalet den 3 april 2012. https://web.archive.org/web/20120403094600/http://www.chartstats.com/release.php?release=4764. Läst 27 juli 2011.
2. ↑  ”Listplacering”. Arkiverad från originalet den 26 mars 2018. https://web.archive.org/web/20180326053422/http://www.poparchives.com.au/gosetcharts/1968/19681113.html. Läst 22 mars 2021.
3. ↑  ”Hejmdal, "Ung 68", Listplacering”. https://www2.statsbiblioteket.dk/mediestream/avis/record/doms_aviser_page%3Auuid%3Ad2e0e656-ef8d-4700-b6a4-34de40f71b70/query/Hejmdal. Läst 22 mars 2021.
4. ↑  ”Listplacering”. https://www.ultratop.be/nl/song/36/Canned-Heat-On-The-Road-Again. Läst 22 mars 2021.
5. ↑  ”Listplacering”. http://www.infodisc.fr/Tubes_Artistes_C.php. Läst 22 mars 2021.
6. ↑  ”Listplacering”. http://irishcharts.ie/search/placement?page=1&search_type=title&placement=On+The+Road+Again. Läst 22 mars 2021.
7. ↑  ”Listplacering”. https://www.bac-lac.gc.ca/eng/discover/films-videos-sound-recordings/rpm/Pages/image.aspx?Image=nlc008388.5863&URLjpg=http%3a%2f%2fwww.collectionscanada.gc.ca%2fobj%2f028020%2ff4%2fnlc008388.5863.gif&Ecopy=nlc008388.5863. Läst 22 mars 2021.
8. ↑  ”Listplacering”. https://dutchcharts.nl/showitem.asp?interpret=Canned+Heat&titel=On+The+Road+Again&cat=s. Läst 22 mars 2021.
9. ↑  ”Listplacering”. Arkiverad från originalet den 6 februari 2021. https://web.archive.org/web/20210206183425/http://www.flavourofnz.co.nz/index.php?qpageID=NZ%20listener%20charts&qyear=1968&qmonth=Dec&qweek=06-Dec-1968#n_view_location. Läst 22 mars 2021.
10. ↑  ”Listplacering”. https://hitparade.ch/song/Canned-Heat/On-The-Road-Again-54. Läst 22 mars 2021.
11. ↑  ”Canned Heat Chart History” (på engelska). The Official UK Charts Company. https://www.officialcharts.com/artist/13366/canned-heat/. Läst 22 mars 2021.
12. ↑  Hallberg, Eric (1993). Kvällstoppen i P3 (1:a uppl.). ISBN 91-630-2140-4
13. ↑  ”Listplacering”. https://www.billboard.com/music/canned-heat/chart-history. Läst 22 mars 2021.
14. ↑  ”Listplacering”. https://www.ultratop.be/fr/song/36/Canned-Heat-On-The-Road-Again. Läst 22 mars 2021.
15. ↑  ”Listplacering”. http://www.charts-surfer.de/. Läst 22 mars 2021.